# 1581
Cette page concerne l'année 1581  du calendrier julien. Pour l'année 1581 av. J.-C., voir 1581 av. J.-C.
L'année 1581 est une année commune qui commence un dimanche.

## Événements
- 10 août : Akbar reprend Kaboul à son demi-frère Muhammad Hakim et nomme sa demi-sœur Bakht-un-Nisa comme gouverneur de la province[1].
- 25 septembre : Pedro Sarmiento de Gamboa, avec une escadre de 23 vaisseaux commandés par Diego Florez Valdez, quitte Séville avec un millier de personnes dans l’intention boucler et fortifier le détroit de Magellan et d’y installer une colonie[2]. Une tempête détruit plusieurs navires et oblige les autres à se réfugier en rade de Cadix, retardant le départ jusqu’en décembre. Au large de la Patagonie, un gros temps disperse les bâtiments, qui sont chassés du détroit de Magellan par les vents et doivent se réfugier sur les côtes du Brésil. Florez Valdez retourne en Espagne, tandis que Sarmiento de Gamboa persévère face aux indigènes et au mauvais temps et jette les bases d’un fortin et d’une colonie. Pendant son retour en Espagne, il est fait prisonnier par les Anglais. La petite colonie, appelée Fort-Famine, devra être rapatriée en 1587.

- 3 novembre, Japon : soumission de la province d'Iga, abritant de nombreux clans ninja, par les troupes de Nobunaga Oda ; de nombreuses familles sont décimées, les survivants vont se réfugier chez d'autres daimyō voisins, dont Ieyasu Tokugawa[3].
- Novembre : mort du roi de Birmanie Bayinnaung[4]. Son fils Nandabayin lui succède, mais le pays tombe dans l’anarchie (rébellion môn, 1581-1613)

- Première expédition des Saadiens dans le Touat et le Gourara. Les Marocains commencent à pénétrer dans le Sahara (fin en 1604)[5].

### Europe
- 16 janvier - 18 mars : réunion du Parlement anglais, qui interdit la religion catholique[6]. Réconcilier un sujet anglais à l’Église de Rome devint passible de la peine de mort et toute personne qui ne fréquente pas régulièrement les églises anglicanes est condamnée à une amende de 20 livres par mois. Incarcération et exécution de nombreux prêtres catholiques en Angleterre entre 1577 et 1603[7].
- 27 janvier : trêve signée pour trois ans entre l'Espagne et l'Empire ottoman[8].

- 19 février : Claude Acquaviva devient Préposé général de la Compagnie de Jésus (fin en 1615)[9].

- 4 avril : Francis Drake est armé chevalier par la reine Élisabeth Ire d'Angleterre [10].
- 17 avril : Philippe II d'Espagne est reconnu roi de Portugal par les Cortes de Tomar (fin en 1598)[11]. Une série d’accords définit les rapports du roi d’Espagne avec ses sujets portugais : l’administration sera assurée par les Portugais, la monnaie serait frappée aux armes du Portugal, l’empire colonial sera respecté et tous ses officiers seront portugais et navigueront sur vaisseaux portugais. Quand il ne sera pas au Portugal, le roi sera entouré d’un conseil du Portugal dont tous les membres seront portugais. Dans les faits, le Conseil du Portugal deviendra l’organe le plus important du royaume. Des conseillers castillans seront introduits, mais avec toujours une majorité portugaise. Il siège auprès du roi, le plus souvent à Madrid, ce qui implique une perte de contact avec l’opinion portugaise et une grande lenteur dans les prises de décisions. Au Portugal, le roi est représenté par un vice-roi ou par un gouverneur, qui n’ont qu’un rôle réduit par le Conseil du Portugal et par son secrétaire, résidant à Lisbonne.
- 27 mai : mort de Christophe Báthory[12]. Son fils Sigismond Báthory (1572-1613) devient prince de Transylvanie (fin en 1602). Il perd et récupère son trône à cinq reprises.

- 26 juillet : les États-Généraux des sept provinces (en plus de certaines municipalités flamandes et brabançonnes) en révolte (l'Union d'Utrecht) proclament l'Acte d'Abjuration de la Haye, qui stipule que le roi Philippe II d'Espagne aurait abjuré de par ses actes comme souverain de leurs contrées et ils déclarent l'indépendance des anciens comtés bourguignons (Hollande, Flandre, Zélande, Brabant, Overijssel, Gueldre, Groningue ou Stadt en Landt et Utrecht). Il offrent la souveraineté au duc d’Anjou, frère cadet de Henri III (traité de Plessis-lès-Tours, 19 septembre)[13]. L’Union d'Utrecht, avait créé, par défaut, la base constitutionnelle des Provinces-Unies en 1579. Le commandement des troupes échouera à Guillaume d'Orange. Les Pays-Bas du sud restent sous domination espagnole qui auront repris la majeure partie du Brabant et de la Flandre avant la fin du siècle.
- 12 août : première bible slavonne imprimée, à Ostrog, en Volhynie, par Ivan Fedorov[14].

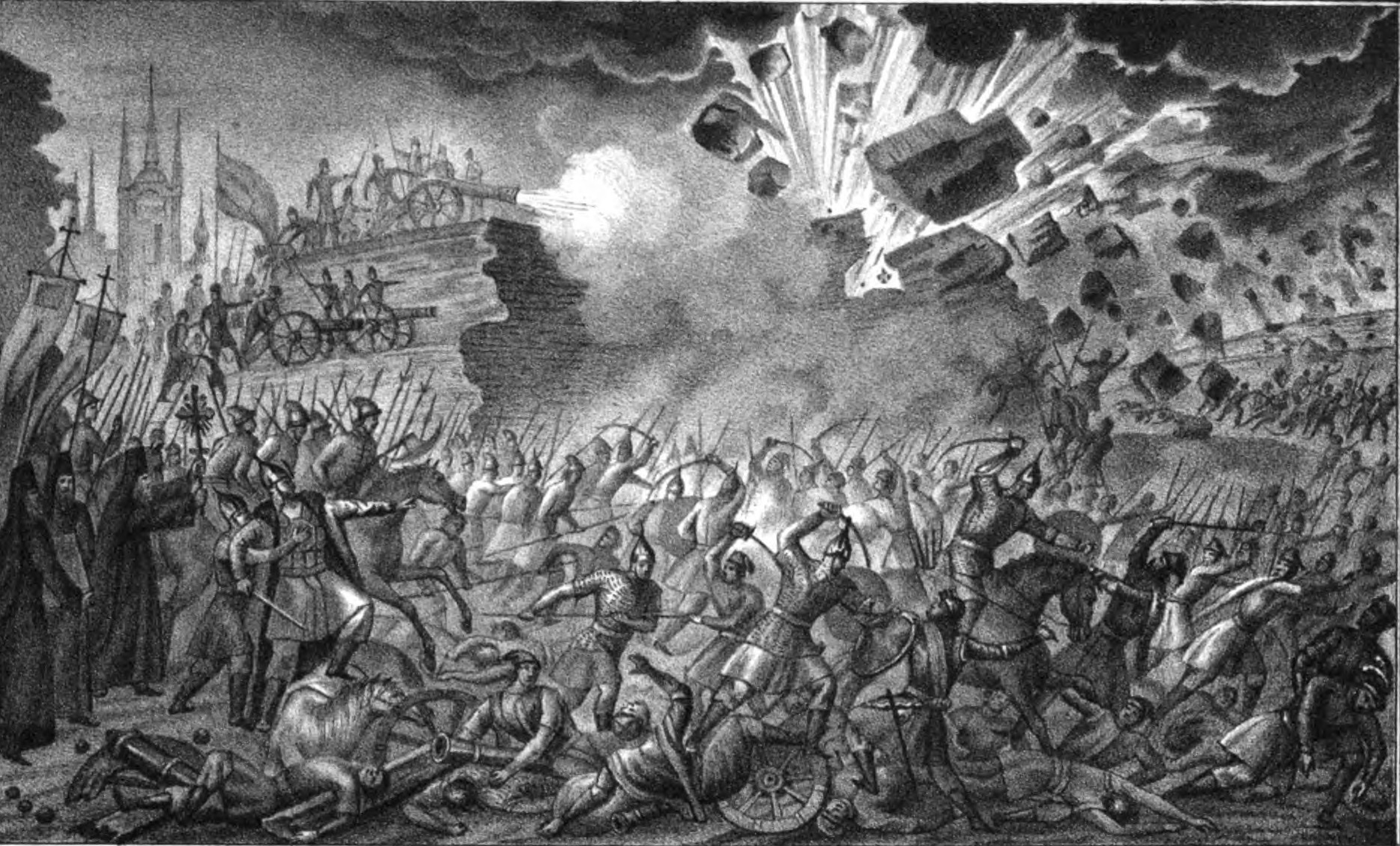
Siège de Pskov par Stefan Batory pendant la guerre livonique (1578-1582) peint par Boris Tchourikov (1836).

- 22 août : nouvelle campagne d’Étienne Báthory en Livonie. Début du siège de Pskov (fin le 8 février 1582) ; un premier assaut est repoussé le 8 septembre[15]. Le pape Grégoire XIII, sollicité par le tsar, propose sa médiation.

- 1er septembre[16] : la conquête russe de la Sibérie occidentale commence avec l'expédition de Yermak Timofeyevitch, hetman des Cosaques du Don (fin en 1582) à l’appel de Yadigar, khan de Sibir, et pour le compte de la riche famille Strogonov. Six cents Cosaques remontent la rivière Outka[17] et prennent Tioumen. Le qân Chaybanide Koutchoum qui refusait de verser tribut aux Russes est écrasé. Les Samoyèdes et les Khantys (Ostiaks) sont soumis et payent le iassak, un impôt en zibeline.
- 6 septembre : Pontus de La Gardie prend Narva pour le compte de la Suède, qui devient une force importante, même au-delà de la Baltique[18].
- 11 septembre, Angleterre : création de la Compagnie du Levant (Levant company) qui commerce en Méditerranée[19]. Elle s’installe à Constantinople.

- 5 octobre :  Jean III de Suède érige la Finlande en grand-duché[20].

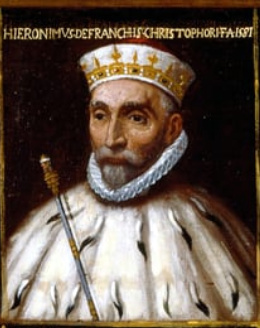
Gerolamo De Franchi Toso
doge de Gênes de 1581 à 1583

- 21 octobre : Gerolamo De Franchi Toso (1522-1586) devient doge de Gênes, succédant à Nicolò Doria (fin du mandat le 21 octobre 1583).

- 14 novembre : Ivan le Terrible frappe son fils aîné Ivan Ivanovitch d'un coup d'épieu dans un accès de fureur ; il meurt le 19[21].
- 30 novembre : prise de Tournai par Alexandre Farnèse[22].

- Première « année interdite » en Russie : les droits des paysans à quitter le domaine sont suspendus pour un an. La mesure est renouvelée jusqu’en 1587[23].
- Italie : mesures contre la communauté marrane judaïsante à Ferrare[24].
- Les Habsbourg exigent une profession de foi catholique pour tous les enseignants[25].
- À Genève, un groupe de pasteurs (Goulard, Chandieu, Daneau, Bèze, Salvart) réunit les diverses confessions protestantes en un seul volume, l’Harmonia Confessionum fideï et établit des concordances entre elles[26].

## Naissances en 1581
- 16 mars : Pieter Corneliszoon Hooft, dramaturge néerlandais († 21 mai 1647).
- 24 avril : Vincent de Paul, prêtre catholique français († 27 septembre 1660).
- 20 juillet : Isidoro Bianchi, peintre baroque italien († 5 décembre 1662).
- 2 octobre : Juan Ruiz de Alarcón, dramaturge mexicain d'ascendance espagnole († 4 août 1639).
- 15 octobre : Juan Bautista Maíno, peintre baroque espagnol († 1er avril 1649).
- 21 octobre : Domenico Zampieri dit le Dominiquin, peintre italien († 16 avril 1641).
- Date précise inconnue :
  - Achatius II de Dohna, burgrave et gouverneur allemand
  - Artus Wolffort, peintre baroque flamand († 1641).

## Décès en 1581
- 19 mars : François Ier de Saxe-Lauenbourg, prince de la maison d'Ascanie (° 1510).

- 1er mai : Guy d'Arces, un des mignons du roi Henri III (° 1555).
- 16 mai :
  - Flavio Orsini, cardinal italien (° 1532).
  - Alessandro Sforza, cardinal italien (° 1534).
- 17 mai : Sir William Cordell, juge et homme politique anglais (° 1522)
- 27 mai : Christophe Báthory, noble hongrois, prince de Transylvanie (° 1530).

- 5 juin : François Portus, humaniste italo-grec (° 22 août 1511).

- 12 juillet : Johannes Gigas, théologien et poète religieux allemand (° 22 février 1514).
- 20 juillet : Odet de Turnèbe, dramaturge français (° 23 octobre 1552).

- 17 août : Sabine de Wurtemberg, princesse de Wurtemberg, première Landgravine de Hesse-Cassel (° 2 juillet 1549).
- Août : Michael Toxites, médecin, alchimiste et poète du Saint-Empire romain germanique (° 19 juillet 1514)[27].

- 5 septembre : Uberto Foglietta, écrivain et historien italien (° 1518).
- 6 septembre : Guillaume Postel, orientaliste, philologue et théosophe français (° 25 mars 1510).
- 19 septembre : Frans Pourbus l'Ancien, peintre flamand  (° 1545).
- 30 septembre : Hubert Languet, diplomate et réformateur français (° 1518).

- 7 octobre : Honoré Ier, souverain de Monaco (° 1522).
- 9 octobre : Louis Bertrand en espagnol Luis Beltrán, missionnaire espagnol, de l'ordre des Dominicains (° 1er janvier 1526).
- 25 octobre : Pedro Chacón, écrivain espagnol (° 1525)[28].

- 7 novembre : Richard Davies, évêque de St David's et érudit gallois (° vers 1505).
- 10 novembre : Bayinnaung, roi birman de la dynastie Taungû (° 16 janvier 1516).
- 17 novembre : Catherine de Mecklembourg-Schwerin, princesse allemande qui règne comme douairière sur le duché Chojnów en Silésie (° 14 avril 1518).
- 19 novembre : Ivan Ivanovitch, fils aîné et héritier d'Ivan IV de Russie dit Le Terrible (° 28 mars 1554).
- Avant le 24 novembre : Martin van Cleve, peintre flamand  de scènes religieuses et de scènes de genre (° 1527).

- 1er décembre : Alexandre Briant, prêtre jésuite anglais (° 17 août 1556).
- 11 décembre : Marie d'Autriche, archiduchesse d'Autriche (° 15 mai 1531).
- 25 décembre : Jacques de Billy de Prunay, érudit, théologien, juriste, linguiste et abbé bénédictin français (° 1535).
- 27 décembre : Sagara Yoshiharu, daimyo de l'époque Sengoku de l'histoire du Japon (° 1er mars 1544).

- Date précise inconnue :
  - Antoine, métropolite de Moscou et de toute la Russie (° 1501).
  - Philippe d'Alcripe, écrivain français, moine cistercien à l'abbaye de Mortemer (° 1530 ou 1531 ).
  - Guillaume des Autels[29], poète de la Pléiade (° 1529).
  - Prospero Centurione Fattinanti, soixante-dixième doge de Gênes (° 1510).
  - Petrus Divaeus, historien, antiquaire et humaniste brabançon (° 1535).
  - Takanashi Masayori, vassal du clan Uesugi à la fin de l'époque Sengoku du Japon féodal (° 1508).
  - Georgette de Montenay, poétesse française (° 1540).
  - Pierre de Garros, poète et juriste français, d'expression principalement gasconne (° entre 1525 et 1530, † entre 1581 et 1585).
  - Agatha Streicher, médecin allemande.

- Vers 1581 :
  - Mikołaj Sęp Szarzyński, poète polonais (° vers 1550).